# Municipio de Carroll (Dakota del Norte)
El municipio de Carroll (en inglés: Carroll Township) es un municipio ubicado en el condado de Slope en el estado estadounidense de Dakota del Norte. En el año 2010 tenía una población de 10 habitantes y una densidad poblacional de 0,11 personas por km².

## Geografía
El municipio de Carroll se encuentra ubicado en las coordenadas 46°24′40″N 102°59′19″O / 46.41111, -102.98861. Según la Oficina del Censo de los Estados Unidos, el municipio tiene una superficie total de 93.22 km², de la cual 93,22 km² corresponden a tierra firme y (0 %) 0 km² es agua.

## Demografía
Según el censo de 2010, había 10 personas residiendo en el municipio de Carroll. La densidad de población era de 0,11 hab./km². De los 10 habitantes, el municipio de Carroll estaba compuesto por el 100 % blancos. Del total de la población el 0 % eran hispanos o latinos de cualquier raza.